# Saarländischer Rundfunk
Saarländischer Rundfunk (SR) är ett statligt regionalt TV- och radiobolag i tyska delstaten Saarland. Medlem av ARD.